# Olimpiada Machabejska 1932

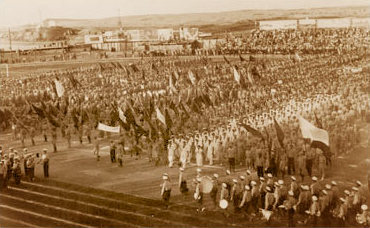
Ceremonia otwarcia

1. Olimpiada Machabejska – olimpiada sportowa zorganizowana przez izraelską organizację Maccabi w Tel Awiwie na stadionie Maccabiah Stadium między 28 marca a 6 kwietnia 1932 roku. Wystąpiło w niej 390 sportowców żydowskich z 18 krajów.

## Udział Polaków
Polska drużyna zajęła na Makabiadzie I miejsce. Zwycięstwo dla Polski zdobyli między innymi: Helena Bersohn-Lichtblau w rzucie dyskiem, N. Grynberg w gimnastyce, J. Urkiewicz, G. Borensztejn, M. Birenzweig i S. Finkelstein-Finn w boksie, sztafeta 4 x 100 m kobiet i drużyna piłki nożnej.

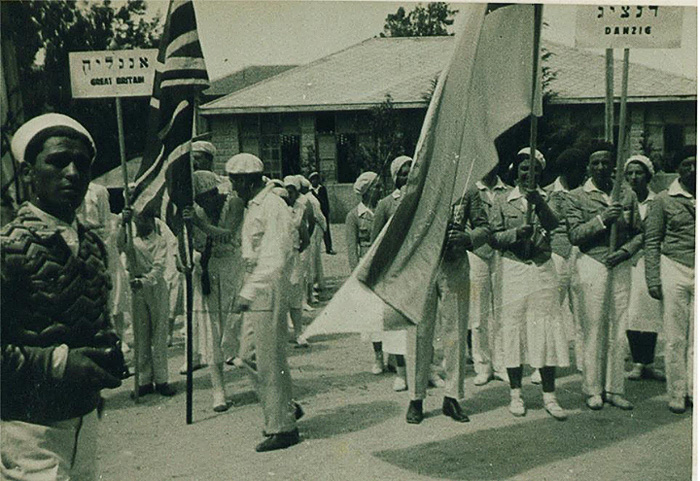
Reprezentacje Wielkiej Brytanii i Wolnego Miasta Gdańska

## Dyscypliny
| - Lekkoatletyka - Gimnastyka - pływanie - Piłka nożna (szczegóły) - Piłka siatkowa | - Zapasy - Kolarstwo - Szermierka - Triathlon - Piłka wodna |

## Tabela medalowa
| Rk | Kraj              | Złoto | Srebro | Brąz | Razem |
| 1. | Polska            | ?     | ?      | ?    | ?     |
| 2. | Austria           | ?     | ?      | ?    | ?     |
| 3. | Stany Zjednoczone | ?     | ?      | ?    | ?     |
| 4. | Czechosłowacja    | ?     | ?      | ?    | ?     |
| 4. | Mandat Palestyny  | ?     | ?      | ?    | ?     |
| 4. | Królestwo Egiptu  | ?     | ?      | ?    | ?     |